# Jutski jezik
Jutski jezik, ponekad jutlandski (eng. jutlandish, dan. jysk; ISO 639-3: jut), dijalekt danskoga jezika iz šire istiočnoskandinavske skupine, kojim govori nepoznat broj ljudi u Danskoj uz njemačko-dansku granicu na jugu Jutlanda (dan. Jylland) i u susjednom dijelu pokrajine Schleswig-Holstein. 
Stanovnici sela Rudbøl, jugozapadno od Møgeltøndera, uz granicu s Njemačkom sposobni su komunicirati na pet jezika, jutskom, danskom [dan], sjevernofrizijskom [frr], donjosaksonskom [nds] i njemačkom jeziku.

## Vanjske poveznice
- Ethnologue (14th)
- Ethnologue (15th)